# Щижиць
Щижиць (пол. Szczyrzyc) — село в Польщі, у гміні Йодловник Лімановського повіту Малопольського воєводства.
Населення — 571 особа (2011).
У 1975-1998 роках село належало до Новосондецького воєводства.

## Демографія
Демографічна структура станом на 31 березня 2011 року:
|          | Загалом | Допрацездатний вік | Працездатний вік | Постпрацездатний вік |
| -------- | ------- | ------------------ | ---------------- | -------------------- |
| Чоловіки | 281     | 58                 | 205              | 18                   |
| Жінки    | 290     | 66                 | 167              | 57                   |
| Разом    | 571     | 124                | 372              | 75                   |